# サンドクリークの虐殺
サンドクリークの虐殺は、1864年11月29日にアメリカのコロラド地方で、北軍（アメリカ軍）が無抵抗のシャイアン族とアラパホー族インディアンの村に対して行った、無差別虐殺。

## 背景
西方に勢力を伸ばすアメリカ合衆国は、その植民地支配をミシシッピ川を越えた地域にまで広げ、それはロッキー山脈を越えつつあった。邪魔なインディアン部族を保留地に隔離し、入植地は順調に増えつつあった。が、この時期に起こった南北戦争は、合衆国のインディアン政策を混乱させてもいた。各地で白人の侵略に対抗するインディアンたちの戦い（インディアン戦争）が激化し、双方をそれぞれ交戦派と和平派の二派に分けていた。
コロラド州ではこの虐殺に先駆けて、白人の大集会が開かれ、有志の寄付によって「インディアンの頭の皮の買い取り資金」として5000ドルが集まった。「耳まで付いている頭の皮」なら、25ドルの高額な賞金が設定されたのである。金鉱に群がった侵略者たちにとって、周辺のインディアンはフロンティアを害する障害にすぎなかった。「野蛮なインディアンの絶滅」は、入植者の悲願だったのである。
コロラド準州の近辺でも、インディアンと白人侵略者との激しい戦いが続いていた。両者ともに、ぞっとするような残虐なやり方で死者の身体が損傷され、互いの憎しみ合いは果てがなかった。シャイアン族の襲撃は、ことにデンバーの白人たちを恐れさせていた。

### インディアン絶滅キャンペーン
1863年、「事件」の前年、デンバーの地元新聞『ロッキー山脈ニュース』は、州を挙げたインディアン絶滅キャンペーンを始めた。この年3月、『ロッキー山脈ニュース』の編集者は社説でこう書いた。
コロラド議会では、27人のうち10人が、インディアン根絶の強行を主張していた。翌1864年はコロラド州選挙が行われる年だった。金鉱を狙ってコロラドに押し寄せる白人入植者は、「インディアン絶滅」を掲げる政治家たちを圧倒的に支持しており、ジョン・エバンズ知事を含む『ロッキー山脈ニュース』に関連する政治派閥は、「インディアン絶滅」の政策が明らかに支持率を上昇させるカギだと認めていた。
翌年の総選挙まで、『ロッキー山脈ニュース』は「インディアンの脅威」を書きたて続けた。「インディアンが陰謀を企んでいる」というでたらめな噂は、「事実である」との評判だった。白人とインディアンの間のどんな些細な諍いでも、「インディアンによる大虐殺」として報告された。
2人の白人兵士が死んだ、インディアンと兵士との諍いの後、コロラドの軍隊は、25人のインディアンを殺すことで報復した。デンバー市民と軍隊は、2人の兵士の弔いに聖歌を歌った。25人のインディアンを大量虐殺した陸軍の指揮官はこう述べている。
条約を破った白人の不法侵入に対するインディアンの抵抗によって、あちこちで小競り合いが続いた。インディアンの集団が、コロラドの白人自警団員や軍人によってあちこちで殺された。『ロッキー山脈ニュース』は1864年8月にこう宣言した。「入植者と軍は、彼ら、彼らの住居、女達、およびすべてのために、（インディアンを殺しに）行かなければならない」
この夏、白人入植者の家族がインディアンに殺された。エバンス知事は、緊急宣言を出した。民兵連隊が結成され、彼らは見つけ次第、すべての敵対的なインディアンを殺す許可を与えられた。知事は彼らに補償を約束した。「馬、その他資産が何であれ、彼らは政府によって支払いを受けることが出来ると約束する。」
州政府が「直ちに」、「すべての」インディアンの殺害を認可したこの宣言によって、「馬」と「その他の資産」を得るために、入植者たちはインディアンを無差別殺害し、彼らが「敵対的だった」と主張した。さらに『ロッキー山脈ニュース』は、「赤い悪魔の根絶」キャンペーンを強化し、和平派のインディアンも交戦派のインディアンも、区別するのをやめた。エバンス知事はもう一つの発言を行った。

### 和平会談

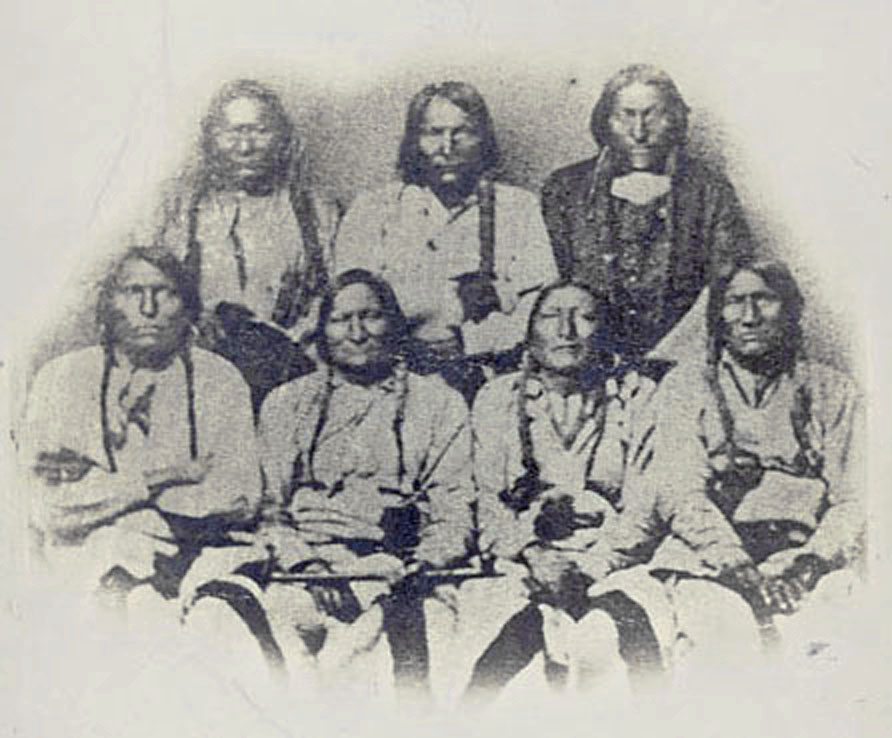
虐殺直前の9月28日にはデンバーではシャイアン族、カイオワ族、アラパホー族の酋長達との和平会談が開かれていた

1864年9月28日、州を挙げた「インディアン皆殺し政策」が進められる中、コロラド準州デンバーにある米軍のウェルド基地で、周辺のシャイアン族やカイオワ族、アラパホー族インディアンの酋長と、コロラド準州のジョン・エバンズ知事、ジョン・チヴィントン大佐ら、同地の白人高官との和平会談が開かれた。
酋長たちは一台の馬車でデンバーの町にやって来た。周辺では苛烈なインディアンと白人の殺し合いが続いていたが、デンバーの白人たちの何人かは家の外まで出てきて彼らを出迎えた。シャイアン族からはモケタヴァト（ブラック・ケトル）、ホワイトアンテロープ、ラーンベアー、リトルウルフ、トールベアーの5酋長が出席した。
和平協議では、インディアンによる襲撃について白人側から抗議が出され、シャイアン族の酋長の一人ブラックケトルは白人たちに対し、「自分は心から白人との平和を願っているし、血気にはやる若い戦士たちを抑えられなかったことは残念に思う。今後そういうことのないよう、出来るだけ努力する」と答えた。
彼ら酋長たちは、彼らのバンド（集団）を説得して、実際に以後アーカンソー川沿いの米軍のライアン基地近くへ異動させた。駐屯地の白人指揮官らは彼らに食糧を与え、「どこか遠くの狩りで暮らせる場所へ移れ」と命令した。ブラックケトルの属するシャイアン族の集団は、サンドクリークの湾曲する流れのそばにティーピーを建て、野営を築いた。ブラックケトルとホワイトアンテロープらは彼らの部族員と協議を行った。交戦派の意見が優勢だったが、一部は和平派のブラックケトルに賛同し、この和平派の野営に残った。

## ブラックケトル酋長

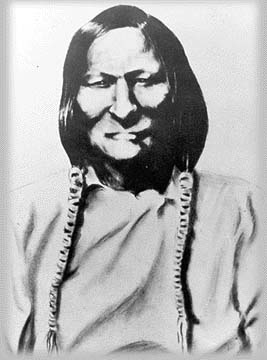
シャイアン族のモケタヴァト（ブラックケトル）酋長

モケタヴァト（黒い薬缶、ブラックケトル）は、シャイアン族の温厚な酋長だった。彼は和平会談で表明したとおり、白人との対立を望まず、和平を結びたがった老賢者だった。
アメリカインディアンの社会は、完全合議制民主主義であり、「首長」や「族長」のような権力者は存在しない。白人が「指導者」だと思っている「酋長」（チーフ）は、実際には「調停者」であって、「部族を率いる」ような権限は持っていない。インディアンは「大いなる神秘」のもと、すべてを「聖なるパイプ」とともに合議で決定するのであって、個人の意思で部族が方針を決定するというような社会システムではない。
しかし白人たちは、インディアンとの条約交渉の際に、「酋長」を「代表」、「指導者」だと勘違いして、彼らと盟約することによって全部族員を従わせようとした。しかしこれは全くの思い違いであり、酋長は和平の提案はするだろうが、それはあくまで調停であって、部族民を従わせたり、強制するような立場ではない。そんな立場はインディアンの社会には存在しないのである。
白人はブラックケトルを「大指導者」だと勘違いしているから、彼個人の意思がシャイアン族の総意だと思い込んでいる。ブラックケトルは「調停者」として「最大限の努力」を約束しているのだから、これ以上の要求はもはや無理難題でしかないのだが、白人たちにはこれが全く理解できなかった。

## ジョン・M・チヴィントン大佐

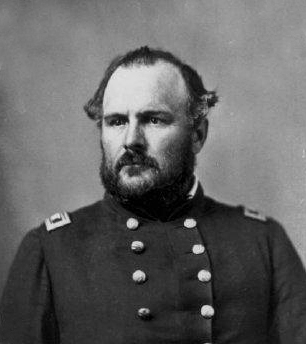
虐殺を指揮したジョン・チヴィントン大佐

米軍コロラド軍管区の指揮官ジョン・チヴィントン大佐は、もともとはキリスト教メソジスト派の牧師だった。のちに従軍牧師になり、やがてインディアン絶滅を力説する好戦的な軍人となった。また現役の協会長老だった。
この年の州議会総選挙で、彼は州議員候補に名乗りを上げていた。チヴィントンは選挙演説で、インディアン嫌いを隠そうともせず、次のような言葉を残している。
チヴィントンはインディアンをシラミに喩えるのが好きだった。彼は「事件」の数か月前に、白人大衆を前にこうも演説している。
この言い回しは、チヴィントンのお気に入りのもので、彼の軍隊のキャッチフレーズになった。これはナチス・ドイツのハインリッヒ・ヒムラーの、特定民族のジェノサイドについて「シラミを駆除するのと同じこと」とした発言に、半世紀先駆けるものだった。
この血に飢えた虐殺者も、インディアンの文化が理解できていなかった。チヴィントンにはブラックケトルが「大指導者」に見えていた。「インディアンを殺すなら、まず大指導者から」と、チヴィントンはその偏見に満ちた頭で考えたのである。

## 米軍による大虐殺
11月29日の寒い早朝に、チヴィントン大佐率いる800人の陸軍騎兵部隊が、ブラックケトル達の和平派のシャイアン族・アラパホー族の約100張りのティーピー野営に近付いた。サンドクリークには氷が張り、一面は雪で覆われていた。野営では女たちが働き始めていた。騎兵部隊は一時休止し、「敵」の数を数え始めた。
野営にいるのは女がほとんどだった。男たちはバッファロー狩りに出かけていて留守だった。シャイアン族と白人の混血のロバート・ベント（ウィリアム・ベントの息子）は、無理やり案内役を命じられて米軍に同行していたが、「このとき野営には600人のインディアンがおり、男はほんの35人の戦士と老人、合わせて60しかいなかった」と後に報告している。
このバンドの男達は、「敵対的ではない」と示すために、自主的に武装解除していた。彼らはリヨン砦で、砦の指揮官に狩猟用の武器以外を提出していた。しかし、チヴィントンは彼の軍隊に、シャイアン族の野営への一斉射撃を命じた。ジョージ・ベントは、後にこう証言している。
ブラックケトルは自分のティーピーに星条旗を掲げ、その下に白旗を掲げた。しかし米兵は突然、インディアンたちの馬を蹴散らし、発砲した。ブラックケトルはインディアン戦士と白人の間で小競り合いがあったので、見せしめでこのような示威行為に出ているものと思い、部族民に平静にするよう呼びかけた。しかし、米軍は川向こうから大砲を、彼らの野営に向けて撃ち始めたのである。
チヴィントンはこの無差別虐殺の命令として、兵士たちにこう叫んだ。上述したように、この台詞は彼の軍隊のフレーズだった。
騎兵と歩兵がこのシャイアン族とアラパホー族の野営に突入し、男も女も子供も問わず、無差別銃撃を浴びせた。人々は散りぢりになり、走り始めた。チヴィントンは大砲を、最初にインディアンのうろたえて右往左往している集団に向けて発射すよう命令した。ホワイトアンテロープ酋長は英語で「やめろ！　やめろ！」と叫んだが、意味がないことを悟り、腕組みをして矢面に立った。これを見て、白人たちは彼を射殺してしまった。
女子供は泣き叫びながら後の砂山の方へ逃げた。丸腰の戦士たちは抗議しながら川上へと退却した。ブラックケトルはしばらくティーピーのそばにとどまったが、やがて妻を連れて退却した。彼の妻は9発も撃たれたが命を取り留めた。白人たちはブラックケトルを仕留めたと思い、そう報告したが、実際には彼は生き延びた。
白人による無差別銃撃は、午後になっても続けられた。シャイアンの戦士たちは交戦を試みたと言うが、人数も武装も足りず、戦闘と呼べるものではなかった。老若男女を問わない皆殺しだった。ロバート・ベントは、後にこのように報告している。

## チヴィントン隊の栄光
12月8日、デンバーの地元新聞『ロッキー山脈ニュース』は、次のように見出しを挙げた。
同紙の記事は、英雄となったチヴィントンの報告を基にしていた。チヴィントンは軍にこう報告していた。
『ロッキー山脈ニュース』は、「シャイアン族の頭の皮は今や、エジプトのヒキガエルと同じくらい厚く重なっている」とジョークを飛ばした。今やコロラドは歓喜に包まれていた。「敵対的な」インディアンの絶滅はデンバーの侵略者たちの悲願であり、チヴィントンはこれに見事に応えたのである。同紙はさらにこう伝えている。「みんながこの知らせを得て、東部にさらなる知らせを発信できることを切望している。」
12月12日、ロッキー山脈ニュース紙は、チヴィントンの今夕のデンバー帰還を伝えた。彼の第三連隊も続いて帰還する予定であり、この英雄たちをたたえる記事の中で、騎兵の一人の次のような手紙も掲載された。
虐殺から二週間後、デンバーでは記念行進が行われ、市民は熱狂的にこれを迎え、チヴィントンは再び英雄となった。新聞は「コロラドの軍人は、再び栄光に包まれた」とこれを讃えた。

## 虐殺のあと
ブラック・ケトルはこのような虐殺を受けたにもかかわらず、白人との和平の望みを捨てなかったが、それに不満をもつシャイアン族は当然多数派を占めた。
12月の末には、シャイアン族とスー族とアラパホー族の3部族の戦士2000人がリパブリカン川そばで協議を開き、白人侵略者に対する徹底抗戦を決定した。その一人はこういった。
この決起に際して、シャイアン族は命を捨てて白人と闘う集団、「犬の戦士（ドッグ・ソルジャー）」が立ち上がった。1月、インディアン戦士団はランキン砦の騎兵隊をおびき出し、45名ばかりの兵士を殺した。彼らは白人兵士に、彼らがされたのと同じ行為でお返しをした。つまり、兵士の死体をズタズタに切り裂いたのである。また砦周辺の牧場を襲って白人を殺し、牛馬を奪った。
また、誰もがチヴィントンを讃えたわけではなかった。議会は調査団を派遣した。調査団の報告のいくつかは、議会を震撼させた。彼らは大虐殺の現場を訪れ、「乳歯がまだ抜けてもいない幼児の頭を拾った」上院議員のうちの1人は、この問題に関して公然とコロラドのエバンス州知事とチヴィントン糾弾を決意し、委員会と招待市民をデンバー・オペラ下院に集めた。議論の中で、次のような質問が起こされた。「今後は、インディアンを“教化する”のか。単純に彼らを皆殺しにしようとすることは、最良なのか？」　
チヴィントンの「英雄行為」の真相が明らかになるにつれ、東部白人社会の世論は一変し、チヴィントン非難の声が高まった。ユリシーズ・グラント将軍は、コロラドのエバンズ知事に対し、「これは合衆国の庇護下にあるインディアンに対する連邦軍の謀殺以外のなにものでもない」と認めている。陸軍法務部長ジョゼフ・ホルトは、憤りも露わにこう発言した。
白旗を掲げた和平派のインディアンを虐殺した行為は軍事裁判にかけられることとなり、チヴィントンは名声を失って不遇のうちに没した。このような状況を鑑み、合衆国政府は1867年に議会に「インディアン和平委員会」を設立した。
サンドクリークの虐殺に対するシャイアン族の怒りはすさまじかった。合衆国は8000人の軍隊を、南北戦争から引き揚げてこの西部の地に派遣することとなった。白人が望む「和平」を受け入れたインディアンは、米軍によって虐殺された。合衆国は「和平」を拒絶したインディアンたちも、合衆国の軍事力によって強制的に絶滅させられると決定したのである。この虐殺を生き残ったブラックケトルの和平の望みはついに叶わず、この四年後にウォシタ川の虐殺で、カスター中佐の第七騎兵隊によって、再び虐殺を受け、殺されてしまうのである。
上院議員らの委員会はチヴィントンに対して、なんの効力もなかった。チヴィントンは裁判で失脚したが、その「名声」と「功績」が消え去ったわけではなかった。セオドア・ルーズベルトは、サンドクリークの大虐殺を評して以下のような発言を行っている。

## 関連作品
- 『ソルジャー・ブルー (映画)』（1970年）

この虐殺をテーマに作られたハリウッド西部劇映画。従来の典型的な西部劇と異なり、インディアンを擁護する視点で構成されている。
- 『Into the West』（2005年）

スティーヴン・スピルバーグ製作のミニ・テレビドラマシリーズで採り上げられた。